# Перл Сити (Илиноис)
Перл Сити (енгл. Pearl City) град је у америчкој савезној држави Илиноис.

## Демографија
По попису из 2010. године број становника је 838, што је 58 (7,4%) становника више него 2000. године.
| Група             | 2000.       | 2010.       |
| Белци             | 769 (98,6%) | 824 (98,3%) |
| Афроамериканци    | 3 (0,4%)    | 0 (0,0%)    |
| Азијати           | 1 (0,1%)    | 1 (0,1%)    |
| Хиспаноамериканци | 5 (0,6%)    | 7 (0,8%)    |
| Укупно            | 780         | 838         |